# Stichting Fonds Ontwikkeling Binnenland
De Stichting Fonds Ontwikkeling Binnenland (SFOB) is een door de Surinaamse overheid opgericht fonds dat projecten in het binnenland van Suriname ondersteunt met het oog op de economische ontwikkeling van achtergestelde regio's.
De SFOB werd in 2003 opgericht door het ministerie van Regionale Ontwikkeling (RO). Van 2002 tot 2004 bevond het zich in de opstartfase, die SFOB1 genoemd werd. Tijdens SFOB2 (2004-2007) werden 16 projecten uitgevoerd en tijdens SFOB3 9 waterprojecten. Het bestuur wordt geïnstalleerd door de minister van RO.
Naast de overheid ontvangt de stichting ook fondsen van andere organisaties, zoals in 2013 van de Inter-Amerikaanse Ontwikkelingsbank en in 2019 van de aluminiumproducent Alcoa.